# 近津神社 (小野市)
近津神社（ちかつじんじゃ）は、兵庫県小野市粟生町にある神社である。社格は村社。当社の明神鳥居は、1972年（昭和47年）3月24日に兵庫県指定文化財に指定されている。

## 概要
主神の天津彦彦火瓊瓊杵尊（瓊瓊杵尊）、配祀神は天児屋根命、天太玉命。本殿、拝殿、石鳥居をはじめ、豊受大神宮、愛宕神社、大歳神社、秋葉神社などがある。二の鳥居である明神鳥居は、凝灰岩で造られ、柱真々1.8メートル、高さ約2.7メートルの鳥居であり、兵庫県指定文化財に指定されている。丈は高いが、木割が太く、総体的に古い様式が認められる。特に目立つのは、エンタシスをつけて直立する柱端部に向かって丈を減じつつ折れ上がった笠木、そしてその端を垂直にした切り口などである。額束表に「近津宮」、裏に「大工藤原甚五郎　奉本願筑前光明房　施主　天正廿壬辰年十二月十六日　敬白」と記されており、1592年（天正20年）の造立であることがわかる。現状は貫木（ぬき）の両端の差込み鼻を失っているが、古風さを今に伝えている。なお、明神鳥居の前にある一の鳥居には「明治廿七年甲午歳六月吉日建築之」と刻まれている。拝殿の手前には土俵がある。

## 歴史
仁賢天皇8年（495年）創建と伝わる。 
社記よると仁賢天皇8年に山に昼夜金色の光を放つ大木があり、勅使がその所を訪ねたところ、一人の老翁が現れて「私は大日如来の化身であり、この地へ鎮まりたい、願わくはここへ社を建てて祀りなさい」と言い終えると光明を放って消えた。勅使の奏上を受けて帝は同年3月にその麓に社殿を建てたという。 
元弘年間（1331年～1333年）に兵火により、社殿荒廃。その後、再建される。長禄年間（1457年～1459年）に赤松政則が当社にて家運の隆昌を祈願したと伝えられている。のちに赤松政則は播磨国と加賀国を得て、社殿を造営した。 
1578年（天正6年）に織田信長により播磨平定の命を受けた羽柴秀吉（のちの豊臣秀吉）が三木の別所長治を攻めるにあたり、当社にて祈願。秀吉がくぐったとされる門なども近隣住宅に現存。また近くを流れる加古川には、加古川と東条川が合流する地点に「太閤渡し」（別名「新部渡し」）と呼ばれる渡し場がある。これは秀吉が別所氏を攻める途中、ここで河合村の船頭、山田新介らの手を借りて筏で軍勢を渡したことに始まると伝えられている。これに対する褒美として、秀吉は渡し舟の運行を許可し、夫役の免除の墨付（証文）も与えている。1955年（昭和30年）頃まで渡し舟の運行が続けられていた。三木城落城後、秀吉は当社に社領を寄進する。
寛永年間（1624年～1643年）には、本田美濃守が五反の地を寄進。累代の姫路領主がこれを継承し、黒印領を捧げる。1874年（明治7年）に村社に列せられた。
近津神社別当高鍋山神宮寺法性坊慈眼院
明治の神仏分離令以前には真言宗修験道の寺院、神宮寺法性坊慈眼院があった。
中尊の本地仏を大日如来、左尊の本地仏を十一面観世音菩薩、右尊の本地仏を毘沙門天としていた。

## その他
青野ヶ原台地の麓に鎮座する神社である。住吉神社が管理をしているが、手入れは十分ではない。拝殿には、複数の扁額式の大絵馬が掲げられているが、劣化が激しい。判読できる文字の中には「奉納　天保二歳辛卯菊月吉日」や「天保三　辰　七月吉祥日」と記されたもの、「百齋義信筆」と記された武者の絵馬などがあるが、文字も絵も薄れて消えかかっている。また「大関」や「関脇」といった相撲関係のことを記した絵馬や神社の由緒のようなものを記した絵馬も掲げられており、文化財的価値のあるものであれば、早急な保存が求められる。
この内の、1831年（天保2年）に製作された「おかげ踊り図絵馬」については、小野市指定有形民俗文化財に指定されている。

## 所在地
- 〒675-1358 兵庫県小野市粟生町1489

## 交通アクセス
- JR加古川線・神戸電鉄粟生線粟生駅より徒歩14分（1.1km）。JR加古川線河合西駅より徒歩25分（2km）。らんらんバス近津神社前バス停から徒歩4分（268m）[7]。セブンイレブン小野粟生町店の西側、小野精機株式会社の北側に位置する。

## 周辺史跡・寺社
- 小野陣屋跡
- 金鑵城跡（金鑵城遺跡広場）
- 河合城跡
- 河合館跡
- 河合西廃寺跡
- 河合廃寺跡
- 小堀城跡
- 広渡廃寺跡（国史跡広渡廃寺跡歴史公園）
- 浄土寺（新西国三十三箇所観音霊場）
- 鈴之宮神社
- 堀井城跡（堀井城跡ふれあい公園）
- 萬福寺
- 若一神社

## 周辺施設
- 粟生こども園
- あお陶遊館アルテ
- おの桜づつみ回廊
- 小野子午線公園
- 小野市立河合小学校
- 小野市立河合中学校
- 鴨池公園
- 河合運動広場
- かわい快適の森
- 共進牧場
- 鍬渓温泉
- 白雲谷温泉ゆぴか
- ひまわりの丘公園
- 平池公園
- ホテルルートイン小野